# Center Line
Center Line è un comune degli Stati Uniti d'America, situato nello Stato del Michigan, nella contea di Macomb.